# العلاقات الفيتنامية اللاوسية
العلاقات الفيتنامية اللاوسية هي العلاقات الثنائية التي تجمع بين فيتنام ولاوس.

## مقارنة بين البلدين
هذه مقارنة عامة ومرجعية للدولتين:
| وجه المقارنة                                              | فيتنام           | لاوس        |
| --------------------------------------------------------- | ---------------- | ----------- |
| المساحة (كم2)                                             | 331.69 ألف       | 236.80 ألف  |
| عدد السكان (نسمة)                                         | 94.66 مليون      | 6.86 مليون  |
| الكثافة السكانية (ن./كم²)                                 | 285.39           | 28.97       |
| العاصمة                                                   | هانوي            | فيينتيان    |
| اللغة الرسمية                                             | اللغة الفيتنامية | اللغة اللاو |
| العملة                                                    | دونغ فيتنامي     | كيب لاوي    |
| الناتج المحلي الإجمالي (بليون دولار)                      | 234.19 مليار     | 16.85 مليار |
| الناتج المحلي الإجمالي (تعادل القوة الشرائية) بليون دولار | 553.42 مليار     | 38.71 مليار |
| الناتج المحلي الإجمالي الاسمي للفرد دولار أمريكي          | 2.48 ألف         | 1.82 ألف    |
| الناتج المحلي الإجمالي للفرد دولار أمريكي                 | 5.63 ألف         |             |
| مؤشر التنمية البشرية                                      | 0.666            | 0.575       |
| رمز المكالمات الدولي                                      | +84              | +856        |
| رمز الإنترنت                                              | .vn              | .la         |
| المنطقة الزمنية                                           | ت ع م+07:00      | ت ع م+07:00 |

## مدن متوأمة
في ما يلي قائمة باتفاقيات التوأمة بين مدن فيتنامية ولاوسية:
- ترتبط مدينة هو تشي منه مع فيينتيان باتفاقية توأمة منذ 1968.

## منظمات دولية مشتركة
يشترك البلدان في عضوية مجموعة من المنظمات الدولية، منها:
| علم المنظمة | اسم المنظمة                        | تاريخ انضمام فيتنام | تاريخ انضمام لاوس |
| ----------- | ---------------------------------- | ------------------- | ----------------- |
|             | بنك التنمية الآسيوي                | 1966                | 1966              |
|             | مؤسسة التنمية الدولية              | 24 سبتمبر 1960      | 28 أكتوبر 1963    |
|             | يونسكو                             | 6 يوليو 1951        | 9 يوليو 1951      |
|             | وكالة ضمان الاستثمار متعدد الأطراف | 5 أكتوبر 1994       | 5 أبريل 2000      |
|             | الأمم المتحدة                      | 20 سبتمبر 1977      | 14 ديسمبر 1955    |
|             | البنك الدولي للإنشاء والتعمير      | 21 سبتمبر 1956      | 5 يوليو 1961      |
|             | منتدى آسيان الإقليمي ‏              | ?                   | ?                 |
|             | منظمة حظر الأسلحة الكيميائية       | ?                   | ?                 |
|             | مؤسسة التمويل الدولية              | 4 أغسطس 1967        | 29 يناير 1992     |
|             | أسيان                              | 28 يوليو 1995       | 23 يوليو 1997     |
|             | منظمة الشرطة الجنائية الدولية      | ?                   | ?                 |

## أعلام
هذه قائمة لبعض الشخصيات التي تربطها علاقات بالبلدين:
- كايسون فومفيهان (سياسي لاوسي، 13 ديسمبر 1920[16] – 21 نوفمبر 1992[16])
- نوهاك عقيلته (سياسي لاوسي، 9 أبريل 1910 – 9 سبتمبر 2008)

## وصلات خارجية
- موقع وزارة الخارجية الفيتنامية
- موقع وزارة الخارجية اللاوسية